# Šarlote Lēnmane
Šarlote Lēnmane  (8. februar 1998 i Riga i Letland) er en lettisk børnesanger. Hun repræsenterede Letland under Junior Eurovision Song Contest 2010 i Minsk i Hviderusland, efter fire år hvor Letland ikke havde deltaget i konkurrencen. Den 14. marts 2010 vandt Lēnmane en festival i Letland ved navn Balss pavēlnieks (Stemmens herre) med sangen "Dziesma pustumsā" (Sang i skumringen), en coverversion af Aishas sang. Dette gjorde at lettisk TV valgte hende til at repræsentere landet under Junior Eurovision.
Hun kom på en 10.-plads under Junior Eurovision Song Contest 2010 med sangen "Viva la Dance".